# Liste der Kardinalpriester von Santa Maria in Traspontina
Folgende Kardinäle waren Kardinalpriester von Santa Maria in Traspontina (lat. Titulus Sanctae Mariae in Transpontina):
- Juan Hurtado de Mendoza (1589–1592)
- Francisco de Toledo SJ (1593–1596)
- Lorenzo Priuli (1596–1600)
- Erminio Valenti de Trivio (1604–1618)
- Alessandro Ludovisi (1618–1621), dann Papst Gregor XV.
- Ludovico Ludovisi (1621–1623)
- Federico Cornaro (1626–1627)
- vakant (1627–1634)
- Cesare Monti (1634–1650)
- Giacomo Corradi (1652–1666)
- Giovanni Nicola Conti di Poli (1666–1691)
- vakant (1691–1696)
- Giuseppe Sacripante (1696–1721)
- Luis Belluga y Moncada (1721–1726)
- Giuseppe Accoramboni (1728–1740)
- Marcello Crescenzi (1743–1768)
- vakant (1768–1776)
- Guido Calcagnini (1776–1803)
- vakant (1803–1816)
- Francesco Saverio Castiglioni (1816–1821), später Papst Pius VIII.
- Anne-Louis-Henri de La Fare (1823–1829)
- vakant (1829–1835)
- Placido Maria Tadini OCD (1835–1847)
- Giuseppe Cosenza (1850–1863)
- Gustav Adolf zu Hohenlohe-Schillingsfürst (1866–1879)
- Gaetano Alimonda (1879–1891)
- Fulco Luigi Ruffo-Scilla (1891–1895)
- Camillo Mazzella SJ (1896–1897)
- José María Martín de Herrera y de la Iglesia (1898–1922)
- Giovanni Battista Nasalli Rocca di Corneliano (1923–1952)
- Giacomo Lercaro (1953–1976)
- Gerald Emmett Carter (1979–2003)
- Marc Ouellet PSS (seit 2003; ab 28. Juni 2018 Kardinalbischof pro hac vice)